# Leucania fagani
Leucania fagani är en fjärilsart som beskrevs av William Schaus 1938. Leucania fagani ingår i släktet Leucania och familjen nattflyn. Inga underarter finns listade i Catalogue of Life.